# Relais de poste de Guéreins
Le relais de poste de Guéreins est un relais de poste situé à Guéreins, en France.

## Localisation
Le relais de poste est situé dans le département français de l'Ain, sur la commune de Guéreins.

## Historique
L'édifice est inscrit au titre des monuments historiques en 1981 et l'est totalement depuis le 10 mars 2016.